# Katastrofa lotu Lao Airlines 301
Katastrofa lotu Lao Airlines 301 miała miejsce 16 października 2013 w Laosie, w pobliżu miasta Pakxe. Samolot ATR 72-600 linii Lao Airlines z 44 pasażerami na pokładzie rozbił się około 8 kilometrów przed lotniskiem w Pakxe w pobliżu wyspy na rzece Mekong. Wszyscy pasażerowie i członkowie załogi zginęli.

## Samolot
Samolot, który uległ katastrofie, to ATR 72-600. Maszyna została wyprodukowana w 2013 roku i otrzymała numer seryjny 1071. Swój pierwszy lot odbyła 6 marca, a następnie została przekazana liniom Lao Airlines 29 marca. Samolot otrzymał numer rejestracyjny RDPL-34233.

## Załoga i pasażerowie
Feralnego dnia na pokładzie samolotu znajdowało się 49 osób – 44 pasażerów i 5 członków załogi. Kapitanem samolotu był Young San (lat 56) – obywatel Kambodży, pilot z wieloletnim doświadczeniem.
Tabela narodowości pasażerów i załogi.
| Kraj              | Pasażerowie | Załoga | Razem |
| ----------------- | ----------- | ------ | ----- |
| Laos              | 16          | 4      | 20    |
| Francja           | 7           | -      | 7     |
| Australia         | 6           | -      | 6     |
| Tajlandia         | 5           | -      | 5     |
| Korea Południowa  | 3           | -      | 3     |
| Wietnam           | 3           | -      | 3     |
| Chiny             | 1           | -      | 1     |
| Kambodża          | -           | 1      | 1     |
| Malezja           | 1           | -      | 1     |
| Stany Zjednoczone | 1           | -      | 1     |
| Tajwan            | 1           | -      | 1     |
| Razem             | 44          | 5      | 49    |

- Źródło:[4].

## Lot i katastrofa
ATR 72 odbywał lot z Wientian do Pakxe. Przed godziną 15:55 piloci rozpoczęli procedurę podchodzenia do lądowania. W tym czasie w okolicach Pakxe panowały złe warunki atmosferyczne. W trakcie lądowania samolot z nieznanych przyczyn runął do rzeki Mekong. Katastrofa miała miejsce 8 kilometrów od lotniska w Pakxe. Spośród 49 osób przebywających na pokładzie nikt nie przeżył katastrofy.